# Mouvement démocratique uni
Le Mouvement démocratique uni (en anglais : United Democratic Movement, abrégé en UDM) est un parti politique d'Afrique du Sud, fondé en 1997 par Roelf Meyer, ancien ministre du Parti national et par  Bantu Holomisa, ancien leader du bantoustan du Transkei et ancien membre de l'ANC. 
Situé au centre droit, le programme du parti est axé sur les droits individuels, sociaux et économiques, sur les valeurs morales, sur le respect des diversités et contre toute velléité de séparatisme. 
Le parti a émergé aux élections nationales de 1999 (14 députés élus) mais en 2004, il était en recul et perdait cinq députés après que l'UDM eut connu de nombreuses tensions internes. 
Roelf Meyer ayant quitté la vie politique, Bantu Holomisa est la seule véritable personnalité du parti.
Sa base électorale est essentiellement située au Cap-Oriental, constitué majoritairement de l'ancien Transkei.
Aux élections d'avril 2009, le parti a subi une défaite électorale générale comme tous les petits partis d'opposition modérés (ex ID, ACDP...). En effet, la DA et le COPE ont puisé dans l'électorat de ces partis pour se renforcer. Cependant, il réussit à garder pied dans fief du Cap-Oriental même si les 2 grand partis d'opposition lui ont grignoté des soutiens. 